# Andana lateral

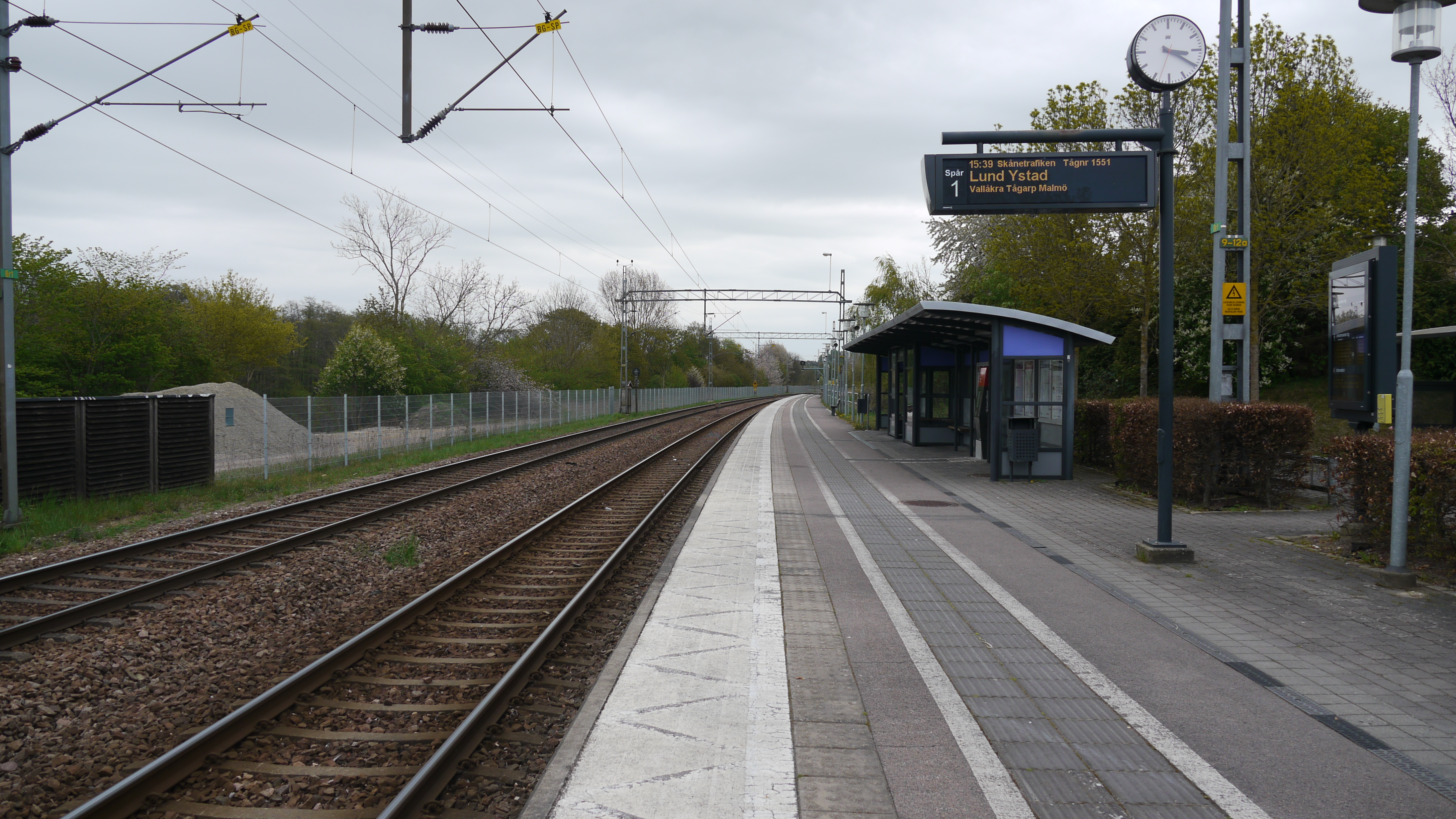
Exemple d'andana lateral a Gantofta, Suècia.

Una andana lateral és una andana situada al costat d'una o més vies ferroviàries o guies en una estació de ferrocarril, una parada de tramvia o una parada d'autobús. Les estacions de plataforma lateral doble, una per a cada sentit del recorregut, és el disseny bàsic de l'estació utilitzat per a les línies ferroviàries de doble via (a diferència de, per exemple, l'andana central, on hi ha una plataforma única entre les vies). Les andanes laterals poden donar lloc a una petjada general més àmplia per a l'estació en comparació amb una andana central on els usuaris poden compartir una sola amplada de plataforma per a qualsevol via.
En algunes estacions, les dues andanes laterals estan connectades per una passarel·la que corre per sobre i per sobre de les vies. Tot i que sovint es proporciona un parell d'andanes laterals en una línia de doble via, una andana lateral sol ser suficient per a una línia de via única.